# Propachytomoides
Propachytomoides is een geslacht van vliesvleugeligen uit de familie Torymidae. De wetenschappelijke naam van dit geslacht is voor het eerst geldig gepubliceerd in 1917 door Girault.

## Soorten
Het geslacht Propachytomoides omvat de volgende soorten:
- Propachytomoides fasciatipennis (Girault, 1914)
- Propachytomoides pentlandensis (Girault, 1913)
- Propachytomoides spilopterion (Cameron, 1912)